# Betsabé (Memling)
Betsabé (ou O Toucador de Betsabé Após o Seu Banho) são as designações dadas a uma pintura a óleo sobre carvalho datada de c. 1480 do pintor flamengo Hans Memling, actualmente em exposição na Staatsgalerie, em Estugarda. O seu enquadramento de proximidade e o facto de muitos dos seus detalhes terem sido omitidos, sugerem que poderá ser um fragmento de um maior, provavelmente religioso, painel ou tríptico que foi danificado. A pintura destaca-se por não ser habitual a representação de um nu no século XV, na arte do Renascimento nórdico; este tipo de imagem apenas surgia nas representações do Juízo Final, e não tinham um peso tão erótico. A Memling é atribuído outro retrato de um nu, no painel central de uma alegoria Vanitas de c. 1485, Triplico da Vaidade e Salvação Divina, actualmente no Museu de Belas-Artes em Estrasburgo.

## Descrição
Esta pintura mostra Betsabé, esposa de Urias e mais tarde de David, assistida pela sua camareira quando sai do seu banho. Betsabé está nua, parcialmente coberta pelo seu roupão. As mulheres encontram-se no interior mas junto a uma janela que dá para um pátio e onde se avista o céu. O banho de onde sai Betsabé está coberto com um telhado de veludo preto almofadado. Junto do seu pé direito está um pequeno cão branco. Em segundo plano, pode ver-se o rei David e um rapaz no claustro, em cima.
A expressão facial da ajudante de Betsabé, tal como o seu comportamento e vestuário, estão fortemente influenciados pelas representações da Virgem Maria de Rogier Van der Weyden. A figura de Betsabé tem sido comparada à de Mulher a Tomar Banho de Jan van Eyck, apesar de esta pintura ter mais um estilo de narrativa alegórica.